# 류기산
류기산(1987년 10월 7일 ~ )은 대한민국의 배우이다.

## 학력
- 한국예술종합학교 연극원

## 출연 작품

### 영화
- 《게이트》 (2018년) - 캐피탈 직원 2 역
- 《샘》 (2017년) - 옆집남 역
- 《불한당: 나쁜 놈들의 세상》 (2017년) - VIP룸 조직원 역
- 《판도라》 (2016년)
- 《주왕》 (2016년) - 엄우섭 역
- 《나가요: ながよ》 (2016년) - 용재 역
- 《야동인문학》 (2016년)
- 《ATM》 (2014년)
- 《족구왕》 (2014년) - 중국어과 역

### 드라마
- 《비밀의 숲 2》 (2020년, tvN)
- 《내 아이디는 강남미인》 (2018년, JTBC) - 구태영 역
- 《나쁜 녀석들 : 악의 도시》 (2017년, OCN)
- 《블랙》 (2017년, OCN)
- 《최종면접》 (2016년, 웹드라마) - 조선족 역